# St. Mariä Himmelfahrt (Schirgiswalde)

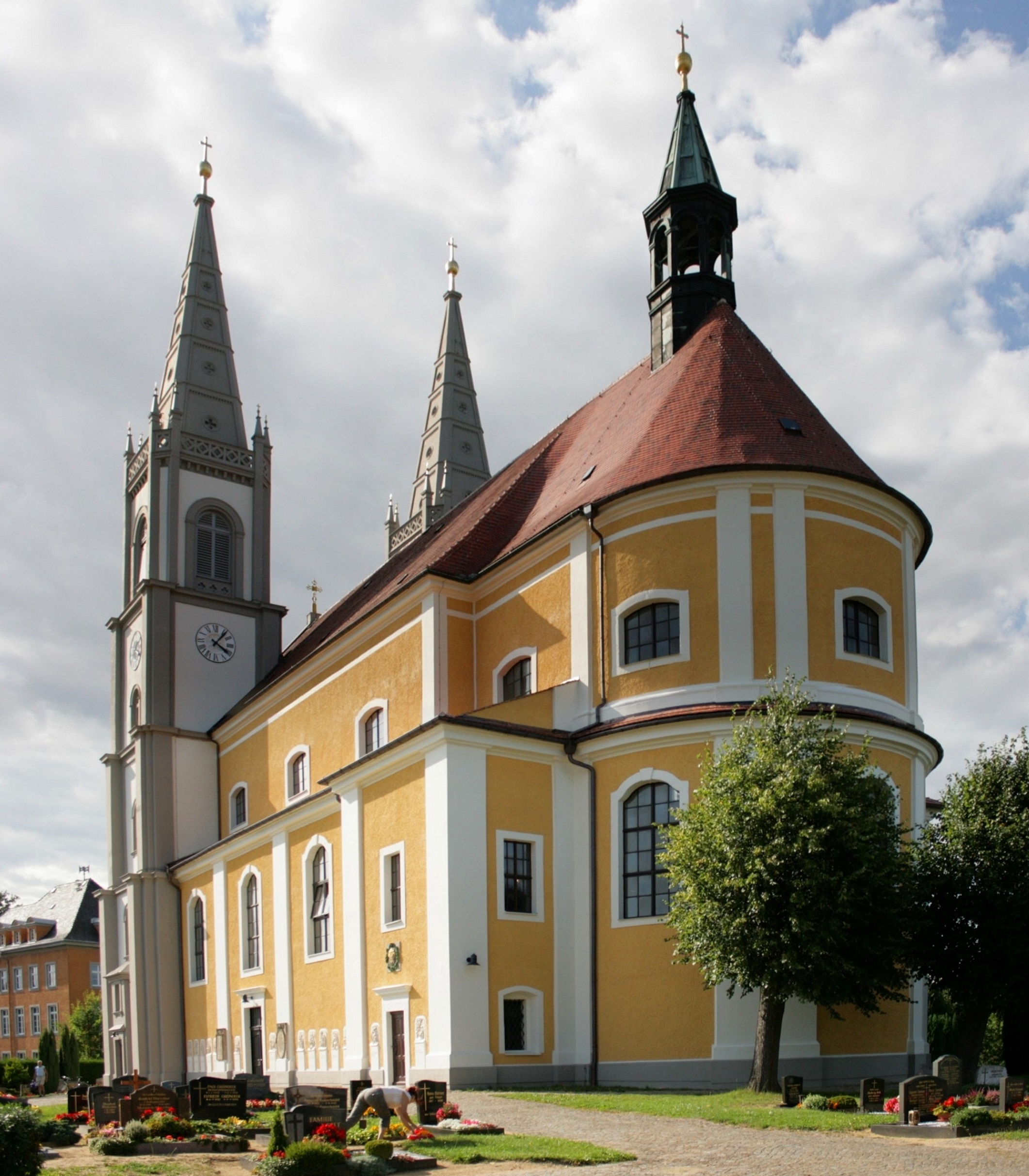
Pfarrkirche St. Mariä Himmelfahrt in Schirgiswalde von Osten

Die römisch-katholische Pfarrkirche St. Mariä Himmelfahrt liegt im Ortsteil Schirgiswalde der Gemeinde Schirgiswalde-Kirschau, Am Kirchberg 4. Sie gehört zum Bistum Dresden-Meißen und ist dort die einzige Kirche mit zwei Türmen (die Liebfrauenkirche in Leipzig-Lindenau hat drei Türme).

## Geschichte
Erbaut wurde die Pfarrkirche St. Mariä Himmelfahrt von 1735 bis 1741 durch Zacharias Hoffmann aus Hainspach im böhmischen Landbarockstil. Damals war Schirgiswalde eine Exklave des habsburgischen Königreichs Böhmen im Kurfürstentum Sachsen. Der erste Spatenstich erfolgte am 16. Juni 1736 und die Grundsteinlegung am 15. August 1738 durch den Bautzener Stiftsdekan Freischlag von Schmiedenthal. Die Kirchweihe war am 16. August 1750 durch den Stiftsdekan und späteren Weihbischof Jakob Wosky von Bärenstamm. Die doppeltürmige Westfassade wurde von 1866 bis 1868 im Rundbogenstil errichtet.

## Bau und Ausstattung
Die Kirche ist eine dreijochige Wandpfeilerkirche mit eingezogenem, halbrund geschlossenem Chor.

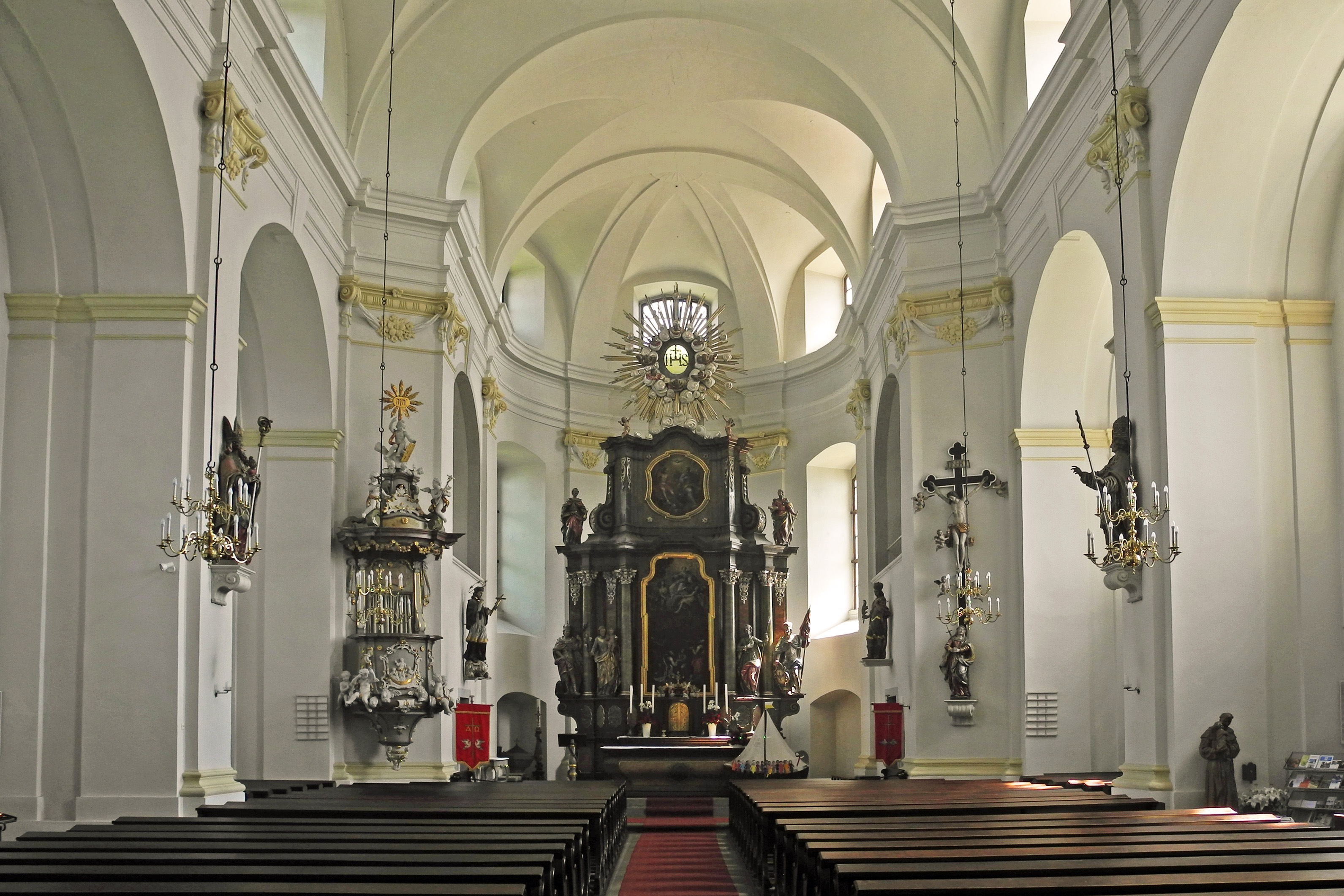
Langhaus und Chor mit Altar

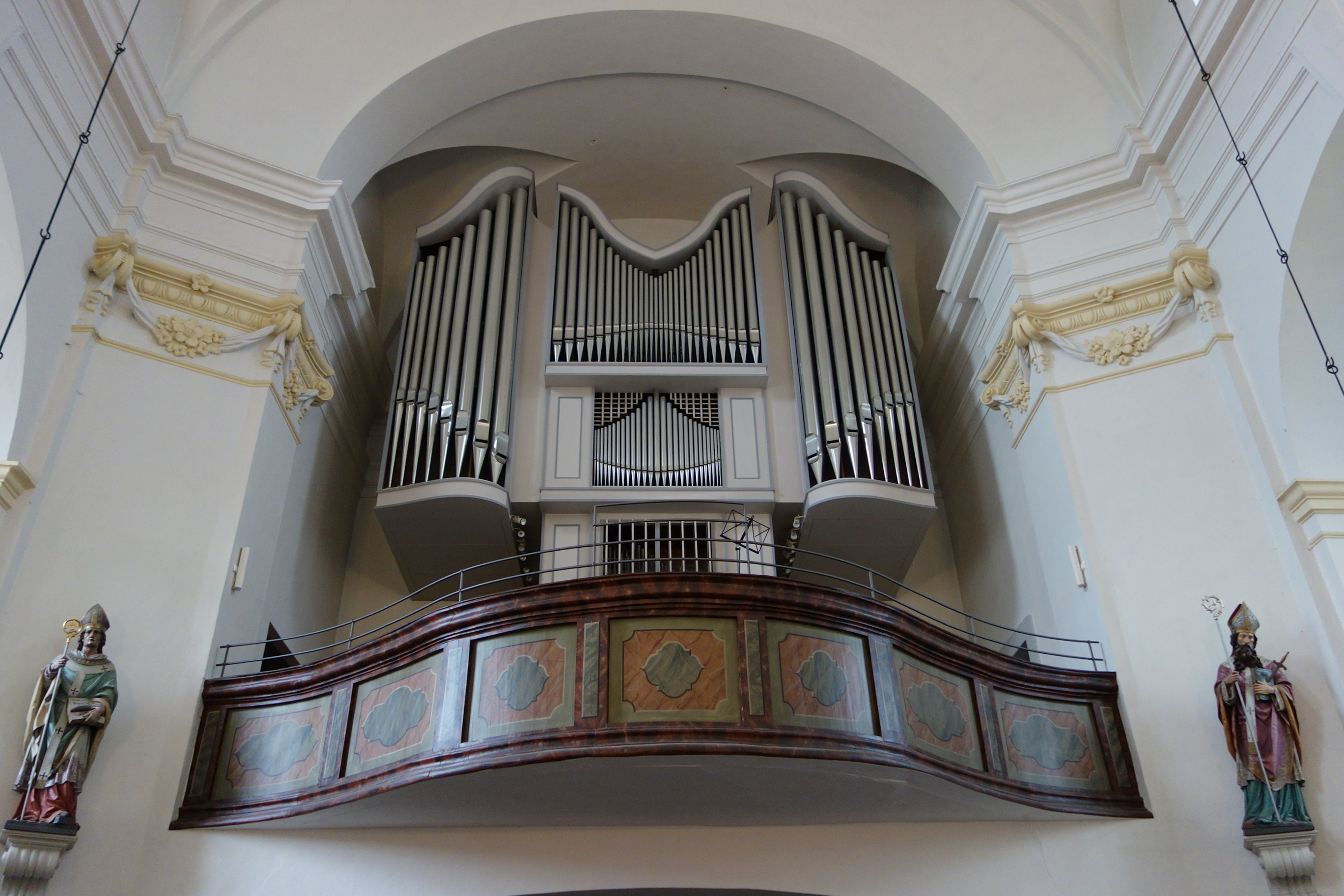
Orgel

Der um 1740 errichtete Altar mit Gloriole zeigt die Dreifaltigkeit und die Aufnahme Marias in den Himmel sowie den Tabernakel. Rechts neben dem Altar sind Statuen von Petrus und Paulus, links der heilige Veit, der heilige Josef, der heilige Joachim und der heilige Wenzel zu sehen. Im Altarraum sind links der heilige Johann Nepomuk, rechts der heilige Florian zu sehen.
An den vier Wandpfeilern sind die Figuren von Augustinus, Ambrosius, Gregor dem Großen, Hieronymus und Bonifatius zu sehen. Die Kanzel ist im Rokokostil gefertigt. Ein Crucifixus mit Mater Dolorosa am Fuß steht der Kanzel gegenüber. Der Marienaltar aus dem Jahr 1760 zeigt Maria mit Kind und Strahlenkranz, darunter befindet sich das Heilige Grab. Die jetzt vorhandene 64-stufige Treppe der Kirche stammt aus dem Jahr 1878.

## Orgel
Die Orgel mit 31 Registern auf drei Manualen und Pedal (2.066 Pfeifen) stammt aus dem Jahr 1975 und wurde von der Firma Orgelbau Eule aus Bautzen gefertigt. Sie wurde im Jahr 2010 von derselben Firma repariert.

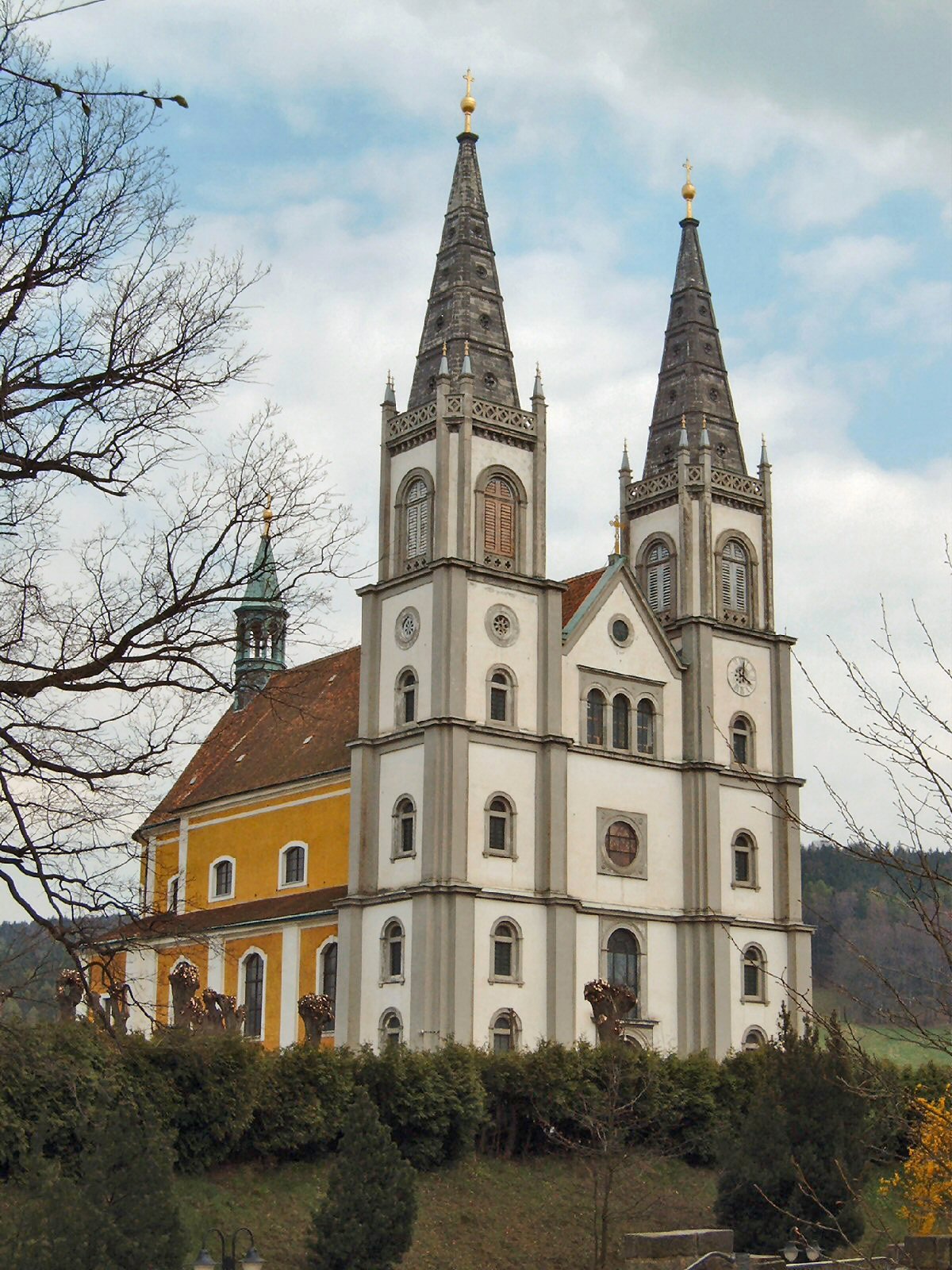
Westansicht mit der später hinzugefügten Doppelturmfassade

## Glocken
Die jetzt vorhandenen vier Kirchenglocken stammen aus dem Jahr 1869 und wurden von der Firma Friedrich Gruhl aus Kleinwelka gegossen. Die kleinste Glocke hängt im Dachreiter über dem Chor.
| Glocke | Name                   | Durchmesser | Gewicht | Schlagton | Inschrift |
| ------ | ---------------------- | ----------- | ------- | --------- | --- |
| 1      | Hll. Petrus und Paulus | 1240 mm     | 1073 kg | es'+5     | IHR SCHALL GEHT ÜBER DIE GANZE ERDE UND IHRE STIMME BIS AN DIE GRENZEN DES ERDKREISES                                                    |
| 2      | Hl. Maria              | 1035 mm     | 636 kg  | ges'+8    | UND DIESE SETZTE SICH ZU FÜSSEN DES HERRN UND HÖRTE SEIN WORT                                                                            |
| 3      | Hl. Johannes Nepomuk   | 825 mm      | 327 kg  | b'+6      | WENN ICH DIE SPRACHEN DER MENSCHEN UND ENGEL REDETE, HÄTTE ABER DIE LIEBE NICHT, SO WÄRE ICH EIN TÖNENDES ERZ UND EINE KLINGENDE SCHELLE |
| 4      | Sanctusglocke          | 540 mm      | 74 kg   | ges″      | |

Im Südturm hängt ein Glockenspiel mit 29 Glocken, das 1987 von der Glockengießerei Schilling in Apolda für die 750-Jahr-Feier Berlins angefertigt wurde und vom Meißner Altbischof Joachim Reinelt zum 250-jährigen Weihejubiläum der Kirche gestiftet wurde.